# Schizopygopsis
A Schizopygopsis  a csontos halak (Osteichthyes) főosztályának sugarasúszójú halak (Actinopterygii)  osztályába, a pontyalakúak (Cypriniformes) rendjébe, a pontyfélék (Cyprinidae) családjába, és az Schizothoracinae alcsaládjába tartozó nem. A Schizopygopsis-fajok jellemző élőhelyei a gyors folyású hegyi patakok és tavak, amelyek gyakran extrém környezeti viszonyokkal, például alacsony hőmérséklettel és oxigénszinttel rendelkeznek. Az adaptációs mechanizmusaik között szerepel a speciális száj- és kopoltyúszerkezet, amely lehetővé teszi számukra a sziklás aljzatokon történő táplálkozást, valamint a szélsőséges időjárási körülmények túlélését.
A nem különböző fajai a régióban gazdasági jelentőséggel is bírnak, mivel egyes helyeken halászatuk fontos fehérjeforrásként szolgál. Ezen kívül kutatások tárgyai az éghajlatváltozás hatásainak vizsgálata szempontjából, mivel a hegyi ökoszisztémák indikátorfajainak számítanak.

## Leírás
A Schizopygopsis nem fajai közepes méretű, karcsú testalkatú halak, amelyek különösen a magashegyi vizek lakói. Testük áramvonalas, ami megkönnyíti a gyors folyású vizekben való közlekedést. Általában szürkés vagy barnás árnyalatúak, testük oldalán halvány foltokkal vagy csíkokkal, amelyek segítenek a környezetükbe való beolvadásban.
A nem tagjaira jellemző a specializált szájfelépítés, amely alsó állású, gyakran tapadókorong-szerű. Ez lehetővé teszi, hogy a halak megtapadjanak a sziklákon és algákat, valamint más apró szerves anyagokat fogyasszanak, amelyek az aljzaton találhatóak. Kopoltyúszerkezetük szintén alkalmazkodott az alacsony oxigénszintű környezethez, ami a hegyi folyók és tavak magaslatain jellemző.
Az Schizopygopsis fajok általában 20-30 cm hosszúak, bár egyes példányok ennél nagyobbra is megnőhetnek. Testük robusztus, ugyanakkor elegáns, ami segíti őket a gyors áramlásokkal szembeni mozgásban. Szaporodásuk során az ívási időszakban a hímek gyakran élénkebb színezetet vesznek fel, és viselkedésük is aktívabbá válik, hogy a nőstényeket magukhoz csalogassák.
Ezek a halak elsősorban herbivorok, de étrendjükben megtalálhatók apró gerinctelenek és szerves törmelékek is. Táplálkozási szokásaik jelentős hatással vannak az élőhelyük ökoszisztémájára, mivel hozzájárulnak az algák és más szerves anyagok kontrollálásához, illetve az üledék tisztán tartásához.

## Rendszerezés
A nembe az alábbi 8 faj tartozik:
- Schizopygopsis anteroventris Wu & Tsao, 1989
- Schizopygopsis kessleri Herzenstein, 1891
- Schizopygopsis kialingensis W. X. Tsao & C. L. Tun, 1962
- Schizopygopsis malacanthus Herzenstein, 1891
- Schizopygopsis selincuoensis (Chen & Cao, 2000)
- Schizopygopsis pylzovi Kessler, 1876
- Schizopygopsis stoliczkai (Chen & Cao, 2000)
- Schizopygopsis thermalis Herzenstein, 1891
- Schizopygopsis younghusbandi Regan, 1905